# Alvinia
Alvinia là một chi minute ốc biển có nắp, là động vật thân mềm chân bụng sống ở biển trong họ Rissoidae.

## Các loài
Các loài thuộc chi Alvinia bao gồm:
phân chi Alvinia
phân chi Linemera
- Alvinia gallinacea
- Alvinia gradatoides